# Dirka po Franciji 1999
| Mesto | Ime               | Država   | Ekipa             | Čas         |
| ----- | ----------------- | -------- | ----------------- | ----------- |
| 1     | Lance Armstrong   | ZDA      | U.S. Postal       | 91h 32' 16" |
| 2     | Alex Zülle        | Švica    | Banesto           | 7' 37"      |
| 3     | Fernando Escartin | Španija  | Kelme             | 10' 26"     |
| 4     | Laurent Dufaux    | Švica    | Saeco             | 14' 43"     |
| 5     | Angel Casero      | Španija  | Vitalicio Seguros | 15' 11"     |
| 6     | Abraham Olano     | Španija  | ONCE              | 16' 47"     |
| 7     | Daniele Nardello  | Italija  | Mapei             | 17' 02"     |
| 8     | Richard Virenque  | Francija | Polti             | 17' 28"     |
| 9     | Wladimir Belli    | Italija  | Festina           | 17' 37"     |
| 10    | Andrea Peron      | Italija  | ONCE              | 23' 10"     |

Dirka po Franciji 1999 je bila 86. dirka po Franciji, ki je potekala leta 1999.

## Pregled
| Kategorije                          | Podatki               |
| ----------------------------------- | --------------------- |
| Začetek-konec                       | Le Puy de Fou - Pariz |
| Dolžina (km)                        | 3.686                 |
| Število etap                        | 20                    |
| Povprečna hitrost zmagovalca (km/h) | 40,273                |
| Kolesarjev                          | 180                   |
| Tekmo končalo                       | 141                   |